# Jonáš Kašpar
Jonáš Kašpar (Krnov, 8 de octubre de 1991) es un deportista checo que compite en piragüismo en la modalidad de eslalon. Ganó dos medallas en el Campeonato Mundial de Piragüismo en Eslalon, oro en 2013 y bronce en 2014, y siete medallas en el Campeonato Europeo de Piragüismo en Eslalon entre los años 2012 y 2018.

## Palmarés internacional
| Campeonato Mundial | Campeonato Mundial          | Campeonato Mundial | Campeonato Mundial |
| Año                | Lugar                       | Medalla            | Competición        |
| ------------------ | --------------------------- | ------------------ | ------------------ |
| 2013               | Praga (República Checa)     | Medalla de oro     | C2 por equipos     |
| 2014               | Deep Creek (Estados Unidos) | Medalla de bronce  | C2 por equipos     |
| Campeonato Europeo |                             |                    |                    |
| Año                | Lugar                       | Medalla            | Competición        |
| 2012               | Augsburgo (Alemania)        | Medalla de plata   | C2 por equipos     |
| 2014               | Viena (Austria)             | Medalla de bronce  | C2 por equipos     |
| 2015               | Markkleeberg (Alemania)     | Medalla de plata   | C2 por equipos     |
| 2017               | Tacen (Eslovenia)           | Medalla de bronce  | C2 individual      |
| 2017               | Tacen (Eslovenia)           | Medalla de bronce  | C2 por equipos     |
| 2018               | Praga (República Checa)     | Medalla de oro     | C2 individual      |
| 2018               | Praga (República Checa)     | Medalla de plata   | C2 por equipos     |